# فرد لان
فرد لان (بالإنجليزية: Fred Lane)‏ هو لاعب كرة قدم أمريكية أمريكي، ولد في 6 سبتمبر 1975 في فرانكلين في الولايات المتحدة، وتوفي في 6 يوليو 2000 في مقاطعة مكلينبرغ في الولايات المتحدة.

## وصلات خارجية
- فرد لان على موقع مرجع كرة القدم المحترفة.كوم (الإنجليزية)